# 新斯塔夫 (濱海省)
新斯塔夫（波蘭語：Nowy Staw）是位於波蘭北部濱海省的城市。2004年，有人口3,896人。在歷史上曾屬普魯士。

## 外部連結
- Nowy Staw official homepage

54°08′N 19°00′E / 54.133°N 19.000°E